# Luck and Strange
Luck and Strange (с англ. — «Удача и странность») — пятый сольный альбом Дэвида Гилмора, английского гитариста и автора песен, выпущенный 6 сентября 2024 года компанией Sony Music. Продюсерами альбома выступили Гилмор и Чарли Эндрю. По словам Гилмора, Эндрю бросил ему музыкальный вызов и не испугался его прошлой работы с Pink Floyd.
Жена Гилмора, писательница Полли Самсон, написала многие тексты песен, которые, по её словам, посвящены проблемам смертности и старения. Их дети внесли дополнительный вокал, тексты и инструментари (c вокалом помогли дочь Романи и сын Гэбриел; а ещё один сын, Чарли, — соавтор песни «Scattered»). В песне «Luck and Strange» использованы клавишные, записанные в 2007 году клавишником Pink Floyd Ричардом Райтом, который умер в 2008 году. В альбом также вошла кавер-версия песни 1999 года «Between Two Points», изначально написанной британской группой The Montgolfier Brothers.
Luck and Strange стал третьим альбомом Гилмора, занявшим первое место в Великобритании. Песни «The Piper’s Call», «Between Two Points», «Dark and Velvet Nights» и «Luck and Strange» были выпущены в качестве синглов. Гилмор начнёт турне в сентябре 2024 года.

## История
Во время локдауна пандемии COVID-19 Гилмор и его семья исполняли музыку в прямом эфире. По словам Гилмора, это вдохновило его «отбросить кое-что из прошлого, к которому я чувствовал себя привязанным», и исследовать новые музыкальные идеи. Гилмор считает Luck and Strange своей лучшей работой со времён альбома 1973 года The Dark Side of the Moon его группы Pink Floyd.
Luck and Strange записывались в течение пяти месяцев в студии Гилмора Medina в Хове и в студии Марка Нопфлера British Grove в Лондоне, с продюсером Чарли Эндрю. Гилмор сказал, что Эндрю бросил ему вызов и заставил его по-новому подойти к своим песням, бросив вызов своим привычкам. Он сказал: «У него удивительное отсутствие знаний или уважения к моему прошлому. Он очень прямолинеен и ни в коей мере не ошеломлён, и мне это нравится. Это так хорошо для меня, потому что последнее, чего ты хочешь, это чтобы люди просто подчинялись тебе». Эндрю сказал, что он не «пытался повторить ещё один альбом Pink Floyd или один из сольных альбомов [Гилмора]».
В альбоме приняли участие такие музыканты, как Гай Пратт и Том Херберт на басу, Адам Беттс, Стив Гэдд и Стив ДиСтанислао на барабанах, Роб Джентри и Роджер Ино на клавишных. Аранжировка струнных и хора была выполнена Уиллом Гарднером и записана в кафедральном соборе Или (Кафедральный собор Святой и Неделимой Троицы, Или, Кембриджшир). Жена Гилмора, писательница Полли Самсон, написала большинство текстов песен, которые, по её словам, отражали темы смертности и старения. Она адаптировала текст песни «Dark and Velvet Nights» из стихотворения, которое сочинила к годовщине их свадьбы. Их сын Габриэль исполнил бэк-вокал, а сын Чарли — некоторые слова песни «Scattered».
В треке «Luck and Strange» использованы клавишные, записанные клавишником Pink Floyd Ричардом Райтом во время джема в сарае Гилмора в 2007 году. Райт умер в 2008 году. Гилмор использовал эту запись для создания финальной песни, сказав, что в ней «начала появляться глубина, о которой я забыл. В ней безошибочно чувствуется игра Ричарда».
В альбом вошла кавер-версия песни 1999 года «Between Two Points», изначально исполненной британской группой Montgolfier Brothers. Гилмор сказал, что был поклонником этой песни с момента её выхода и был удивлён, что она не стала хитом. Его дочь, Романи, исполнила партию арфы и вокал. Марк Транмер из Montgolfier Brothers сказал, что ему понравилась версия Гилмора, заявив, что «она отличается от оригинала, но сохраняет дух».

## Релиз
Гилмор анонсировал Luck and Strange 24 апреля 2024 года. Он был выпущен 6 сентября и стал третьим альбомом Гилмора, достигшим первого места в чарте альбомов Великобритании UK Albums Chart.
Первый сингл, «The Piper’s Call», был выпущен 25 апреля. «Between Two Points» вышел 17 июня. «Dark and Velvet Nights» вышел 9 августа. Обложку альбома сфотографировал и оформил Антон Корбейн.
Гилмор должен начать турне в поддержку Luck and Strange в сентябре 2024 года. Он заменил некоторых музыкантов в своей гастрольной группе, так как считал, что им «было бы лучше в трибьют-группе Pink Floyd», и хотел использовать более творческих музыкантов. Он планирует записать ещё один альбом с группой вскоре после завершения тура.

## Отзывы
| Совокупная оценка | Совокупная оценка |
| Источник          | Оценка            |
| ----------------- | ----------------- |
| Metacritic        | 83/100            |
| Оценки критиков   |                   |
| Источник          | Оценка            |
| Financial Times   | [ 13 ]            |
| The Independent   | [ 7 ]             |
| The Irish Times   | [ 14 ]            |
| Mojo              | [ 15 ]            |
| Rolling Stone     | [ 16 ]            |

Альбом получил положительные отзывы музыкальной критики и интернет-изданий. На интернет-агрегаторе Metacritic, который присваивает нормализованный рейтинг из 100 баллов по рецензиям основных изданий, альбом получил средний балл 83, основанный на 8 профессиональных рецензиях.
Том Дойл из Mojo написал, что «Это блестящая, трогательная вещь, и если это будет последняя запись Дэвида Гилмора, то она, безусловно, станет лучшей в его сольной карьере».
В Rolling Stone отметили, что «Хотя некоторые моменты Luck and Strange могут показаться чрезмерно тоскливыми, если заглянуть в них слишком глубоко, альбом показывает артиста, смирившегося со своим наследием и с тем, кем он стал. Есть красота в том, чтобы заглянуть в бездну, и утешение в том, что он оглядывается назад».

### Итоговые годовые списки
| Публикация/критик | Список                 | Ранг | Ссылка |
| ----------------- | ---------------------- | ---- | ------ |
| MOJO              | 75 Best Albums of 2024 | 18   | [ 17 ] |
| Uncut             | 80 Best Albums of 2024 | 48   | [ 18 ] |

## Коммерческий успех
Альбом дебютировал на первом месте в британском UK Albums Chart и стал третьим чарттопером Гилмора после On an Island (2006) и Rattle That Lock (2015). С учётом достижений его группы Pink Floyd это в сумме 9-й номер один Гилмора. В США альбом стартовал на 10-м месте в Billboard 200. Гилмор также является участником Pink Floyd, и все 10 альбомов культовой рок-группы (с альбома № 1 1973 года The Dark Side of the Moon до альбома 2014 года The Endless River) попали в чарт после того, как Гилмор присоединился к группе в 1967 году. The Dark Side of the Moon удерживает рекорд по количеству недель в Billboard 200 среди всех альбомов за всю историю чарта — 990 недель — последний раз он попадал в список в мае.

## Список композиций
Все тексты написаны Полли Самсон, кроме указанных, вся музыка написана Дэвидом Гилмором, кроме указанных.
| №                   | Название                                       | Текст песни                         | Музыка              | Длительность |
| ------------------- | ---------------------------------------------- | ----------------------------------- | ------------------- | ------------ |
| 1.                  | «Black Cat»                                    | Инструментал                        |                     | 1:16         |
| 2.                  | «Luck and Strange»                             |                                     |                     | 6:54         |
| 3.                  | «The Piper’s Call»                             |                                     |                     | 5:15         |
| 4.                  | «A Single Spark»                               |                                     |                     | 6:02         |
| 5.                  | «Vita Brevis»                                  | Инструментал                        |                     | 0:46         |
| 6.                  | «Between Two Points» (вместе с Romany Gilmour) | Roger Quigley                       | Mark Tranmer        | 5:46         |
| 7.                  | «Dark and Velvet Nights»                       |                                     |                     | 4:41         |
| 8.                  | «Sings»                                        |                                     |                     | 5:15         |
| 9.                  | «Scattered»                                    | Дэвид Гилмор Charlie Gilmour Samson |                     | 7:26         |
| Общая длительность: | Общая длительность:                            | Общая длительность:                 | Общая длительность: | 43:21        |

## Чарты
| Чарт (2024)                                   | Высшая позиция |
| --------------------------------------------- | -------------- |
| Австралия (ARIA)                              | 6              |
| Австрия (Ö3 Austria)                          | 1              |
| Бельгия/Фландрия (Ultratop)                   | 1              |
| Бельгия/Валлония (Ultratop)                   | 2              |
| Канада (Canadian Albums Chart)                | 14             |
| Чехия (ČNS IFPI)                              | 1              |
| Дания (Hitlisten)                             | 5              |
| Нидерланды (Album Top 100)                    | 1              |
| Финляндия (Suomen virallinen lista)           | 8              |
| Франция (SNEP)                                | 2              |
| Германия (Offizielle Top 100)                 | 1              |
| Венгрия (MAHASZ)                              | 5              |
| Ирландия (Irish Albums Chart)                 | 9              |
| Италия (FIMI)                                 | 2              |
| Япония (Oricon)                               | 23             |
| Япония (Billboard Japan)                      | 38             |
| Новая Зеландия (RMNZ)                         | 10             |
| Норвегия (VG-lista)                           | 5              |
| Шотландия (Scottish Albums Chart)             | 1              |
| Швеция (Sverigetopplistan)                    | 8              |
| Швейцария (Schweizer Hitparade)               | 1              |
| Великобритания (UK Albums Chart)              | 1              |
| Великобритания (UK Rock & Metal Albums Chart) | 1              |
| США (Billboard 200)                           | 10             |
| США Top Rock & Alternative Albums (Billboard) | 4              |

## Сертификации
| Регион                                                                      | Сертификация | Продажи |
| --------------------------------------------------------------------------- | ------------ | ------- |
| Великобритания (BPI)                                                        | Серебряный   | 60 000  |
| Данные о продажах + прослушиваниях приведены только на основе сертификации. |              |         |